# Ha-Hitachadut le-Kaduregel be-Jisra’el
Ha-Hitachadut le-Kaduregel be-Jisra’el (hebr.: הַהִתְאַחֲדוּת לְכַּדּוּרֶגֶל בְּיִשְׂרָאֵל, skrót IFA) – ogólnokrajowy związek sportowy, działający na terenie Izraela, będący jedynym prawnym reprezentantem izraelskiej piłki nożnej, zarówno mężczyzn, jak i kobiet, we wszystkich kategoriach wiekowych w kraju i za granicą. Został założony w 1928 roku; w 1929 roku przystąpił do FIFA; w 1994 do UEFA.